# Kirysek kolumbijski
Kirysek kolumbijski (Corydoras metae) – gatunek słodkowodnej ryby sumokształtnej z rodziny kiryskowatych (Callichthyidae).

## Występowanie
Kirysek kolumbijski żyje w wodach Kolumbii.

## Wygląd
Kirysek kolumbijski ma cieliste ubarwienie oraz tak zwaną maskę koloru czarnego, która rozciąga się pionowo od górnej części głowy, przez oko, po dolną krawędź pyska. Wzdłuż grzbietu, od początku płetwy grzbietowej biegnie czarny pas kończącą się na trzonie ogonowym.

## Pożywienie
Kirysek kolumbijski żywi się każdym rodzajem pokarmu.

## Warunki hodowlane
Kirysek kolumbijski wymaga wolnej przestrzeni do pływania. Na dnie powinien znajdować się drobny żwirek, ale również kamienie, korzenie oraz skałki (bez ostrych krawędzi), które mogą skaleczyć delikatne wąsiki. Woda powinna być ogólnie dobrej jakości i o temperaturze ok. 24 °C.